# Guillec
Der Guillec ist ein Küstenfluss in Frankreich, der im Département Finistère in der Region Bretagne verläuft. Er entspringt beim Château de Kerjean im Gemeindegebiet von Saint-Vougay, entwässert mit mehreren Richtungswechseln generell nach Nordosten und mündet nach rund 25 Kilometern bei Mougériec (Gemeinde Sibirel) in den Ärmelkanal. Unterhalb von Saint Jaques (Gemeinde Sibirel) ist er bereits den Gezeiten ausgesetzt und bildet die Trichtermündung Anse du Guillec.

## Orte am Fluss
(in Fließreihenfolge)
- Plougar
- Trézilidé
- Plougoulm
- Sibiril
- Saint Jaques, Gemeinde Sibiril
- Moguériec, Gemeinde Sibiril